# Ju 52
A Junkers Ju 52 típusú német szállítórepülőgép a második világháború előtti időszak Európában gyártott gépei közül a legismertebb és legelterjedtebb volt. A pilóták által „Tante Ju”-nak (Ju néni) becézett, 18 személyes gépek később, a második világháborúban is a német légierő szállítókapacitásának a gerincét adták, és az európai hadszíntér minden részén megfordultak.

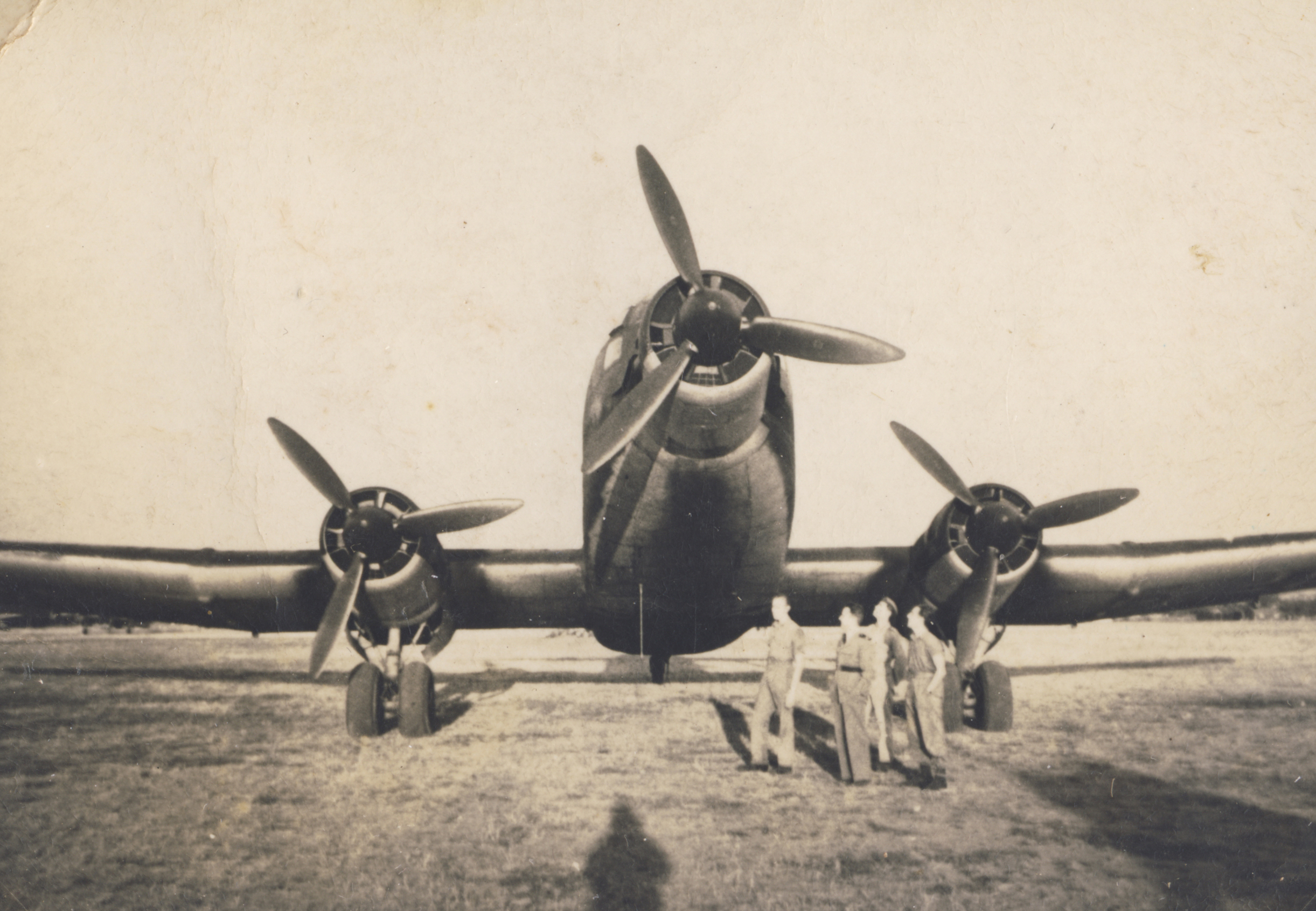
Ju 52-es a pápai reptéren a második világháború alatt

Németországon kívül Spanyolországban, Franciaországban, valamint Magyarországon gyártották (itt a Pestszentlőrinci Ipartelepek Rt.). A kezdetben egymotoros gép első repülésére 1930-ban került sor, az utolsó szolgálatban állt példányait pedig 1981-ben, Svájcban vonták ki a szolgálatból, múzeumi példányai azonban számos helyen láthatók jeles repülőnapokon.
Ezen a repülőgépen jelent meg a robotpilóta egyik első változata. A két külső motor burkolatán elhelyezett tükrök révén a légcsavarok képét stroboszkópszerűen a középső motoréhoz lehetett igazítani, így a három motor azonos fordulatszámmal dolgozott. Ezután a robotpilótát bekapcsolva az tartotta a magasságot és az irányt.
A két külső motort NACA, a középsőt Townend gyűrűvel áramvonalazták. A gép legelterjedtebb változata 3 db 490 LE-s motorral repült. Voltak ennél erősebbek is, de a pilóták ezeket nem szerették.